# Where Do Broken Hearts Go
«Where Do Broken Hearts Go» (en español: «¿A dónde van los corazones rotos?») es el título de una balada interpretada por la cantante estadounidense Whitney Houston, se incluyó en su segundo álbum de estudio, Whitney (1987). La compañía discográfica Arista Records la lanzó el 11 de enero de 1988 como el cuarto sencillo del mencionado álbum.
Fue escrita por Frank Wildhorn, coescrita por Chuck Jackson y producida por Narada Michael Walden. Houston no quería grabar la canción, porque no le gustaba y la sentía corriente; que no transmitía ningún mensaje especial. Sin embargo, Arista Records y Clive Davis aconsejaron a Houston que iría directo al número uno si la grababa, así que ella aceptó.
La canción se convirtió en el séptimo N.º 1 consecutivo de Whitney Houston en el Billboard Hot 100.

## Sencillos
Sencillo 7" – Arista (109 793)
1. «Where Do Broken Hearts Go» – 4:38
2. «Where You Are» – 4:10

## Posicionamiento en listas
| Lista (1988)                                      | Posición |
| ------------------------------------------------- | -------- |
| Australia (Kent Music Report)                     | 48       |
| Bélgica (Flandes) (Ultratop 50)                   | 28       |
| Canadá (RPM Top Singles)                          | 6        |
| España (AFYVE)                                    | 32       |
| Estados Unidos (Billboard Hot 100)                | 1        |
| Estados Unidos (Billboard Adult Contemporary)     | 1        |
| Estados Unidos (Hot R&B/Hip-Hop Singles & Tracks) | 2        |
| Irlanda (IRMA)                                    | 2        |
| Italia (FIMI)                                     | 24       |
| Nueva Zelanda (Recorded Music NZ)                 | 23       |
| Países Bajos (Mega Single Top 100)                | 47       |
| Reino Unido (UK Singles Chart)                    | 14       |

### Sucesión en las listas
| Predecesor: «Get Outta My Dreams, Get into My Car» de Billy Ocean | U.S. Billboard Hot 100 — Sencillo n.º 1 23 de abril de 1988 - 6 de mayo de 1988 | Sucesor: «Wishing Well» de Terence Trent D'Arby |

| Predecesor: «Get Outta My Dreams, Get into My Car» de Billy Ocean | U.S. Cash Box Top 100 — Sencillo n.º 1 30 de abril de 1988 - 6 de mayo de 1988 | Sucesor: «Wishing Well» de Terence Trent D'Arby |

| Predecesor: «Never Gonna Give You Up» de Rick Astley | U.S. Billboard Adult Contemporary Tracks — Sencillo n.º 1 2 de abril de 1988 - 22 de abril de 1988 | Sucesor: «Anything for You» de Gloria Estefan & Miami Sound Machine |